# Clifton Cushman
Clifton Cushman (Estados Unidos, 2 de junio de 1938-25 de septiembre de 1966) fue un atleta estadounidense, especializado en la prueba de 400 m vallas en la que llegó a ser subcampeón olímpico en 1960.

## Carrera deportiva
En los JJ. OO. de Roma 1960 ganó la medalla de plata en los 400 m vallas, con un tiempo de 49.6 segundos, llegando a meta tras su compatriota Glenn Davis que con 49.3 segundos batió el récord olímpico, y por delante del también estadounidense Dick Howard (bronce con 49.7 segundos).